# Alt St. Hubertus (Wolsfeld)

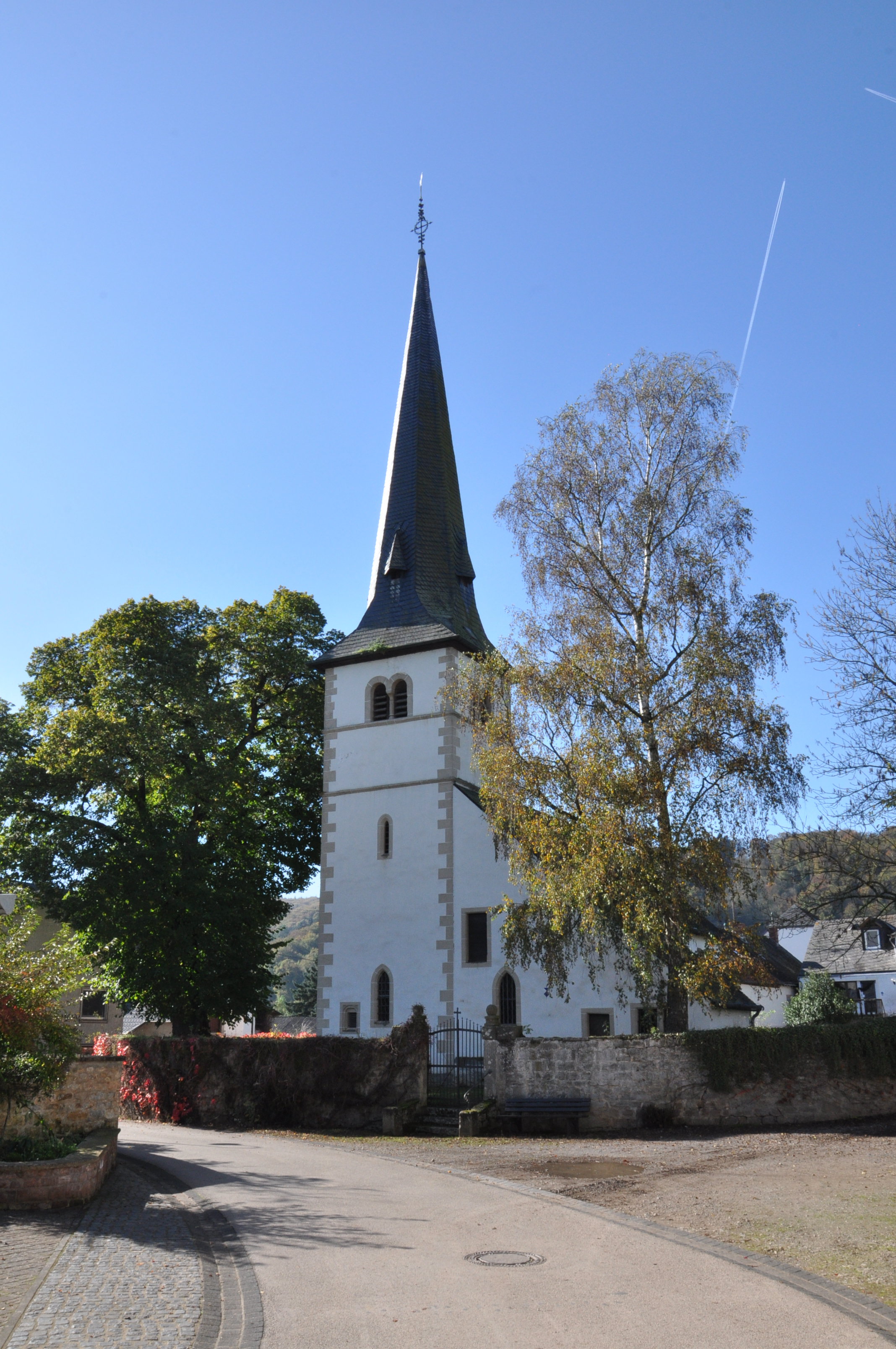
Alte Pfarrkirche Wolsfeld

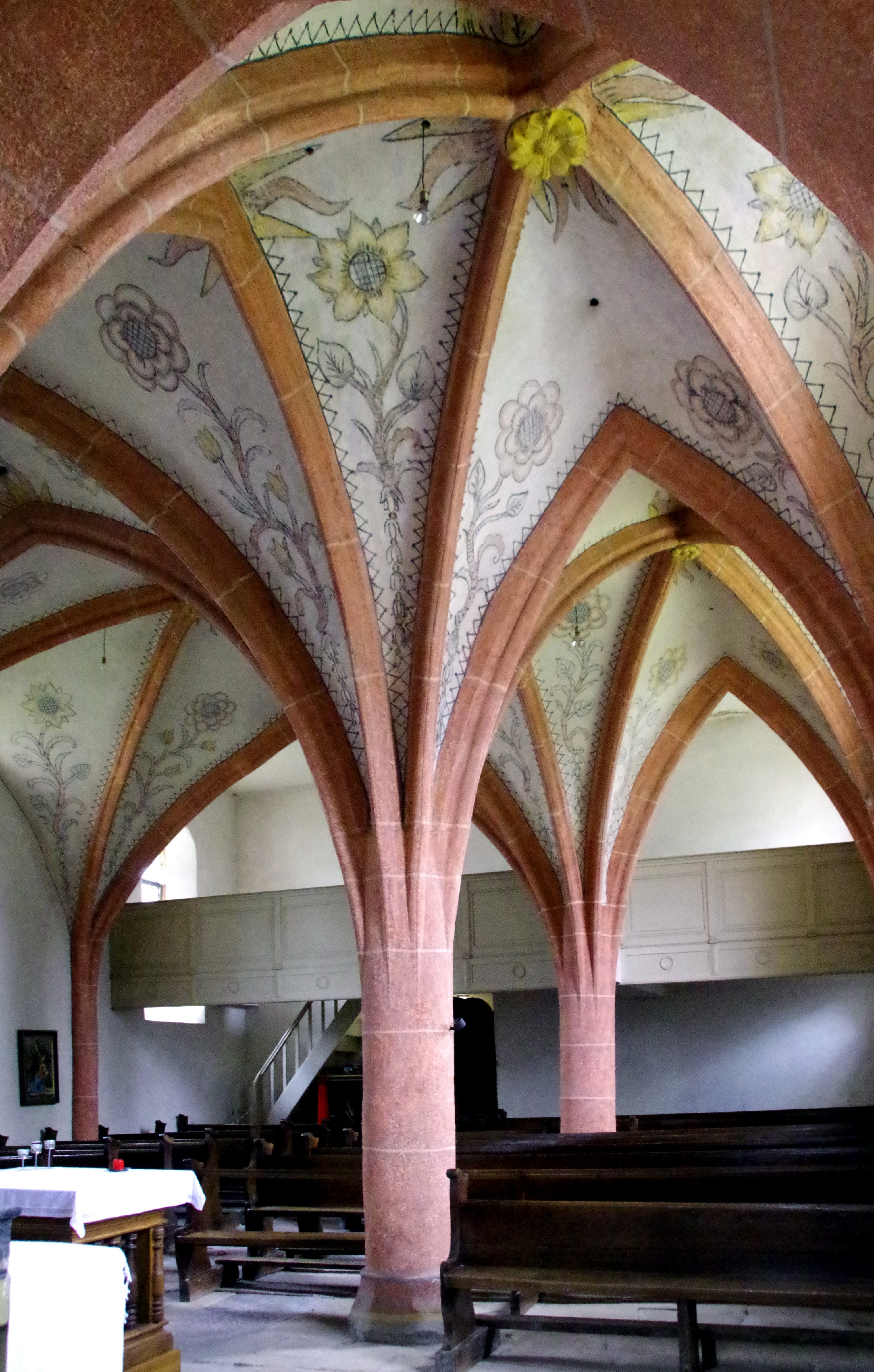
Gotische Halle

Alt St. Hubertus ist die ehemalige Pfarrkirche der Gemeinde Wolsfeld im Eifelkreis Bitburg-Prüm in Rheinland-Pfalz.

## Geschichte
Einer Sage zufolge soll der heilige Hubertus in der Gegend von Wolsfeld bekehrt worden sein. Daraus ergab sich eine rege Wallfahrt zur Wolsfelder Kapelle St. Hubertus. Ein erster Bau dürfte im 12. Jahrhundert entstanden sein. Um 1500 erfolgte aufgrund der Wallfahrt ein Ausbau der Kapelle. Anlässlich der Visitation von 1570 war die Kapelle eine Filiale von Alsdorf und hatte vier Altäre sowie vier Kelche. Zwischen 1612 und 1620 erfolgte ein Ausbau durch die Freiherren von Enschringen. Die Messe wurde im einen Jahr vom Pfarrer zu Alsdorf, im andern Jahr vom Pfarrer zu Dockendorf gelesen. Im Jahr 1656 wurde in Wolsfeld eine Hubertus-Bruderschaft gegründet. 1768 stiftete Victoria Freiin von Pallandt geb. Gräfin von Saintignon eine Messe. 1803 wurde Wolsfeld zur Pfarrkirche erhoben. 1926 wurde in Wolsfeld die neue Hubertuskirche geweiht.

## Bau
Das Erdgeschoss des Turms, ein früherer Chorturm, diente dem ursprünglichen, spätromanischen Kapellenraum als Chor. Um 1500 wurde der alte Raum abgerissen und durch einen zweischiffigen Hallenraum mit drei Jochen ersetzt, der Turm wurde aufgestockt und die romanischen Zwillingsfenster dabei wiederverwendet. Das neu entstandene Schiff erhielt einen Rechteckchor. Im 18. Jahrhundert erhielt die Kirche eine kleine Vorhalle sowie eine Sakristei.

## Ausstattung

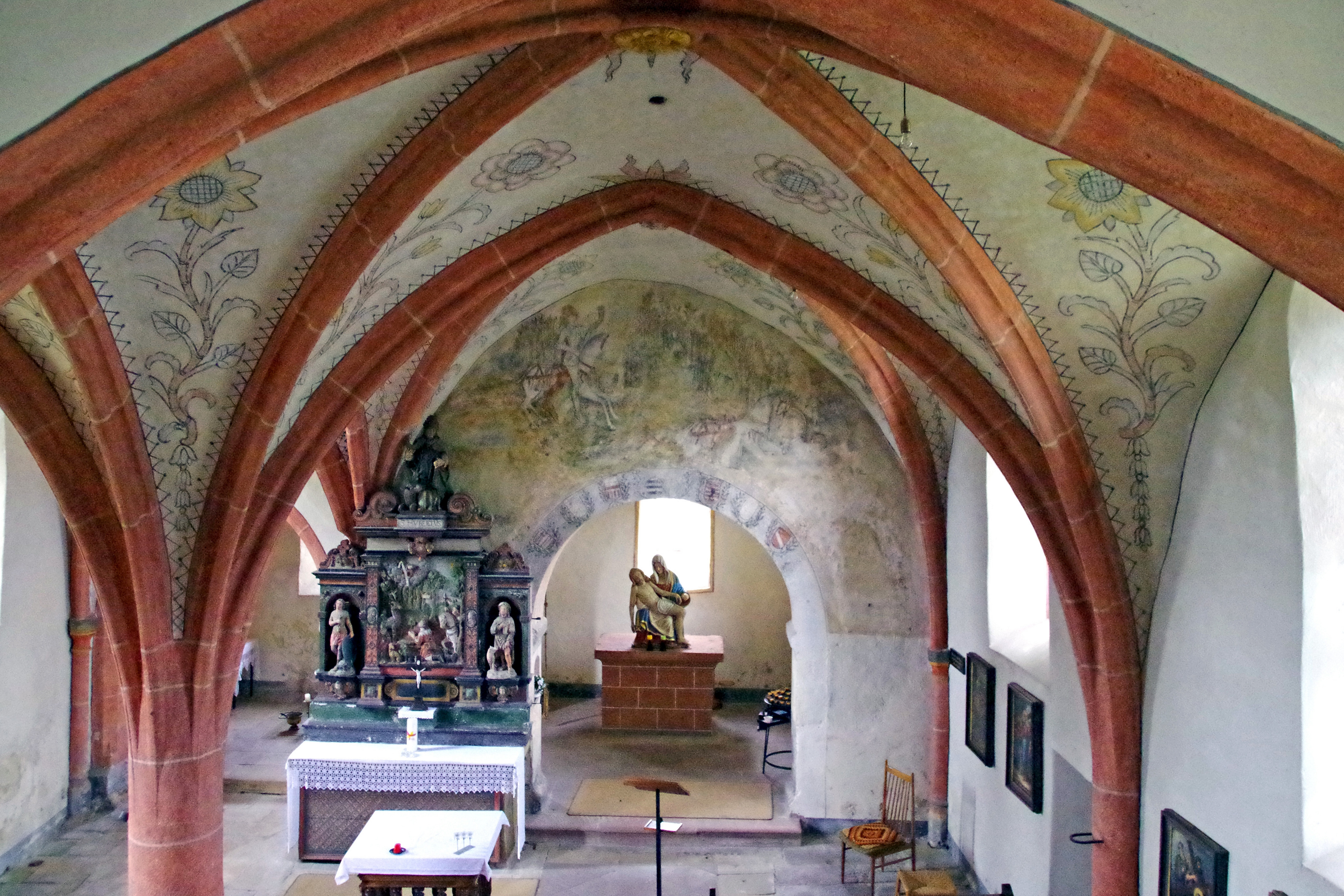
Innenraum

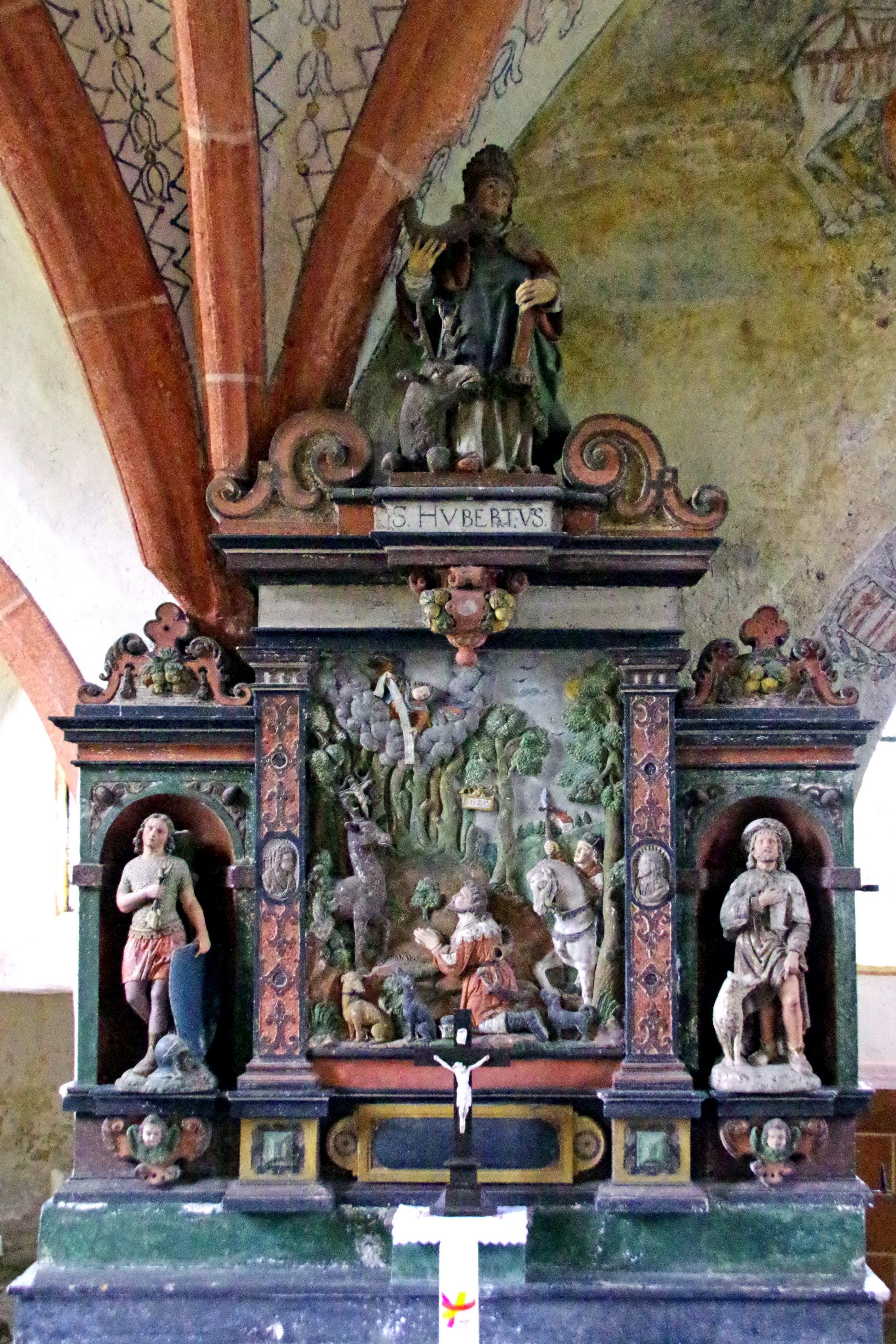
Altar von 1620

Der 1620 entstandene Hubertus-Altar aus dem Umkreis des Trierer Bildhauers Hans Ruprecht Hoffmann ist der bedeutendste Bestandteil der Ausstattung. Das reich ornamentierte Retabel ist farbig gefasst. Das zentrale Relief zeigt die Bekehrung des heiligen Hubertus, welchem ein Gemälde von Jacopo Strada als Vorlage gedient hat. Auf dem Retabel steht eine Skulptur des Hubertus als Bischof von Lüttich. In den beiden Nischen neben dem Relief stehen links der heilige Sebastian und rechts der heilige Rochus.
Am romanischen Triumphbogen sind sieben Wappen lokaler Adelsgeschlechter angebracht, in der Mitte das Allianzwappen Pallandt. Rechts der Allianz das Wappen der Freiherren von Enschringen. Oberhalb der Wappen befindet sich ein Fresko mit zwei Darstellungen aus dem Leben des heiligen Hubertus.
Zwei frühneuzeitliche Glocken haben sich erhalten, eine von 1509 und die andere von 1618.
An der Ostseite des Turmes ist eine um 1600 entstandene Totenleuchte in die Wand eingelassen. Auf dem alten Friedhof haben sich Grabplatten der Familie von Saintignon erhalten: Clemens Wenzeslaus Graf von Saintignon und Anna Maria Gräfin von Villers, Clémentine Gräfin von Saintignon († 1909) und Carl Graf von Saintignon.